# Mecaenichthys immaculatus
Mecaenichthys immaculatus – gatunek morskiej ryby z rodziny garbikowatych, jedyny przedstawiciel rodzaju Mecaenichthys Whitley, 1929.

## Występowanie
Gatunek endemiczny spotykany jedynie na rafach koralowych u południowo-wschodnich wybrzeży Australii, na głębokościach od 0–15 m p.p.m.